# Iglesia de Nuestra Señora de la Candelaria (Bogotá)
La Iglesia de Nuestra Señora de la Candelaria o simplemente Iglesia de la Candelaria como se le conoce popularmente, es un templo colombiano de culto católico dedicado a la Virgen María bajo la advocación de la Candelaria, se localiza en la calle 11 con carrera 4, en el barrio La Candelaria, esta Rectoría se encuentra cerca del territorio de la Catedral Basílica Metropolitana de Bogotá y Primada de Colombia en el sector histórico de la ciudad de Bogotá, y pertenece a la jurisdicción eclesiástica de la arquidiócesis de Bogotá.
Templo de origen colonial, hacía parte del antiguo convento de San Nicolás de los Agustinos Recoletos, lugar donde por muchos años funcionó el Colegio Agustiniano de San Nicolás. El edificio está compuesto de tres naves, la principal o central y dos laterales, y cuenta con dos torres en la fachada frontal. Su construcción se inició el 1686 y fue finalizado en 1703, posteriormente fue restaurado íntegramente entre 2003 al 2005. El templo alberga importantes obras de arte religioso de origen colonial.
Por su significado histórico, valor arquitectónico y cultural, el templo y el antiguo convento fueron declarados Monumento Nacional por medio del decreto 1.584 del 11 de agosto de 1975.

## Historia
Para el año de 1631, los religiosos de la Orden de Agustinos Recoletos o Descalzos, decidieron fundar un convento en la ciudad de Santa Fe, para tal fin, autorizaron al “Padre Francisco de la Resurrección, para que adquiriera una casa por cuenta de la Provincia”. Dicha adquisición fue realiza poco tiempo después, en 1635, pero solo para establecer en ella un hospicio, mas no un convento, al cual se le colocó bajo la advocación o nombre de San Nicolás de Tolentino o de San Nicolás de la Candelaria. Pero, al no haber contado con la confirmación o permiso real de las autorizaciones locales, dio como consecuencia la expedición de la Real Cédula de 18 de septiembre de 1653, por medio de la cual se ordenó la demolición del hospicio establecido sin su autorización, el 28 de septiembre de 1654. Para derogar la anterior medida se interpusieron todos los recursos y súplicas posibles; finalmente fue ratificada mediante Real Cédula del 15 de marzo de 1679 y clausurado totalmente en la víspera del Corpus de 1680 y demolido en 1681. Unos años más tarde se logra finalmente una nueva Real Cédula del 2 de abril de 1684, por medio de la cual se autoriza rehabilitar el hospicio clausurado.
El 27 de junio de 1686, después de superado el problema jurídico-religioso, se inició la construcción del actual templo, mediante la colocación de la primera piedra por el Arzobispo Antonio Sanz Lozano, evento que contó con la presencia de todas las autoridades civiles y eclesiásticas de la ciudad. Tanto el plano del templo como del convento, fueron diseñados el Alarife Mayor de la ciudad Diego Sánchez de Montemayor. Por el mes de octubre de ese mismo año se estaba trabajando en la elaboración de los cimientos. Posteriormente en 1700, la capilla mayor se había cubierto y los muros tenían construidos los arcos de entrada a las capillas de las naves laterales. Para 1702 se levantó el arco toral y se “embovedó la capilla mayor”. La casa de habitación de los religiosos aún se hallaba en pie y hacía parte de la esquina denominada entonces de Galeano.
En 1703 fue inaugurado el templo, el cual fue consagrado a Nuestra Señora de la Candelaria, inicialmente se concibió sin torres, tan solo con una espadaña en su costado occidental. Durante el período comprendido entre 1703 y 1736 (fecha en que falleció el Arzobispo Antonio Claudio Álvarez de Quiñones, quien donó al convento $7.000, dinero que sirvió para acabar el templo), la obra continuó enfocada en la edificación del hospicio, pues se debía demoler las antiguas casas de habitación, y proceder entonces a la construcción del coro, de la fachada y el atrio.
Posteriormente, en 1804 se realizó un cuidadoso inventario del interior de la iglesia y de las dos sacristías de que disponían para entonces. Retablos, cuadros e imágenes de bulto son enumeradas cuidadosamente, así como espejos y otros adornos, sin alusión del coro y de sus objetos, pero con enumeración pormenorizada de los ornamentos religiosos.
Después del proceso de independencia de Colombia, se procede a la realización algunas mejoras en las edificaciones, especialmente en el templo, que para el 10 de mayo de 1822 la Consulta autoriza al Rector para contratar con un Maestro Alfarero la fabricación de “losas para enladrillar la iglesia”, labor que es llamada de “primera necesidad”. El sismo del 17 de junio de 1826, dejó afectado todo el edificio del colegio y particularmente la Capilla de la Concepción. Los arreglos fueron ordenados de inmediato después de la Consulta del 26 de junio de ese mismo año.
La iglesia de la candelaria se construyó en la esquina de la actual calle once con carrera cuarta. El convento estaba ubicado contiguo al templo en dirección al oriente, en él se desarrollaron las actividades educativas. Cuando el colegio se instaló en el claustro, se construyó anexo al templo por el norte la nueva casa conventual.
El 9 de septiembre de 1861 el gobierno del General Tomás Cipriano de Mosquera, dictó el decreto sobre “Desamortización de Bienes de Manos Muertas”, o sea, los bienes eclesiásticos fueron expropiados y vendidos en subasta pública. Por lo cual, el 5 de noviembre de 1861 fueron expulsados los frailes residentes en el colegio. Pocos años después, en 1865, fue convertido en cuartel, pero aislado del templo, y tres años más tarde, en 1868, se utilizó como la sede de la Escuela de Ingeniería de la Universidad Nacional de Colombia, hasta 1886, cuando por parte del Arzobispado se le convirtió en Seminario.

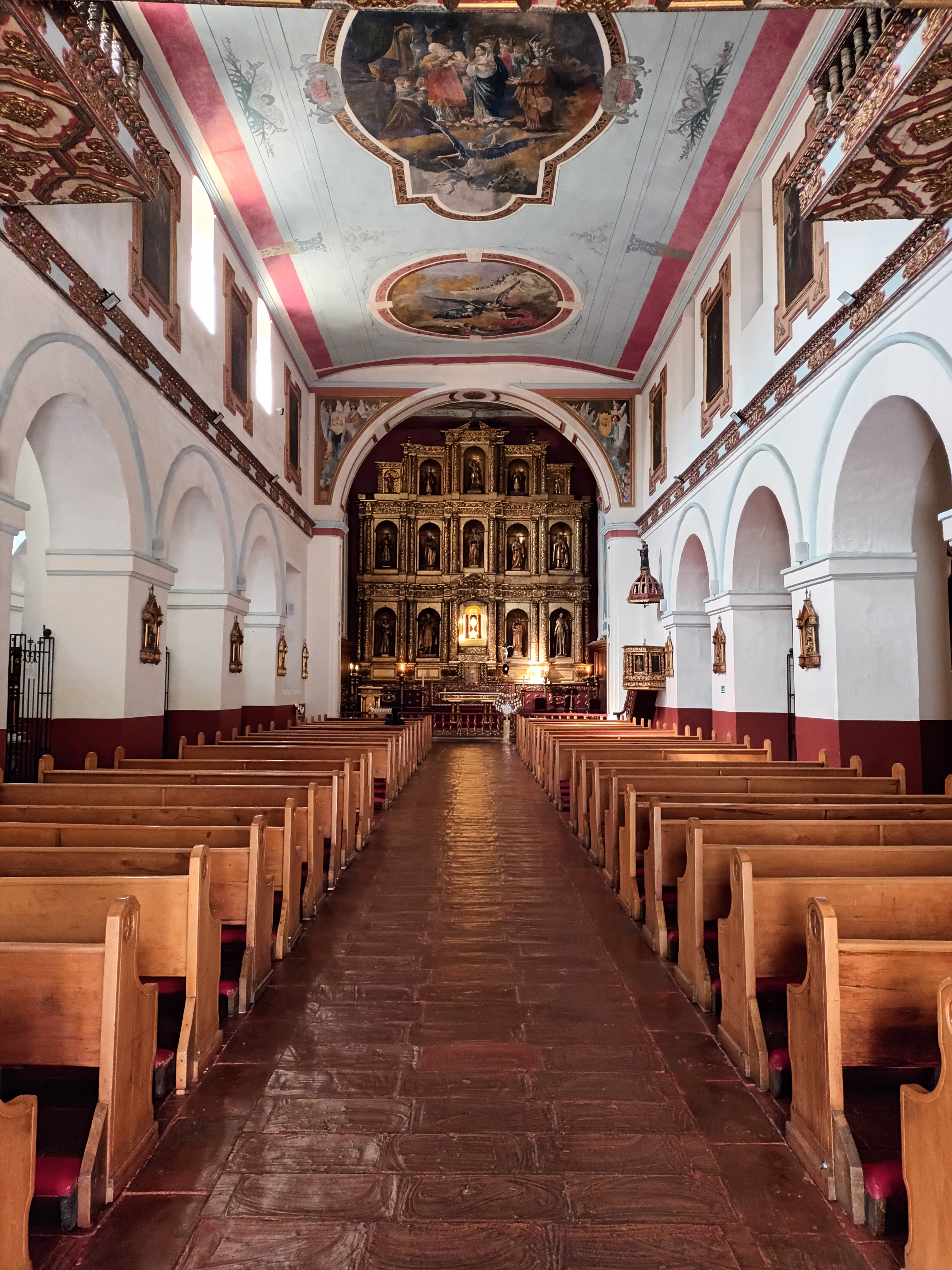
Nave central.

El templo separado del convento, solo contó durante esos años con un espacio reducido detrás del altar mayor, para residencia del último Fraile que continuó celebrando en ella. Al comenzar el año de 1896 se reabre el colegio de San José en el viejo claustro, al parecer los padres agustinos le compraron al arzobispado dicha edificación.
En 1913, el historiador y periodista Pedro María Ibáñez describe el templo, el cual no sale bien librado en su factura:

"La iglesia de La Candelaria es de pobre y desairada arquitectura. Su frente, que mira al sur, es blanco y de mal gusto. El coro tiene lujoso artesonado, y el cielo de las naves laterales está adornado con numerosas figuras de estilo bizantino. Los altares están sostenidos por gruesas columnas salomónicas, envueltas en viñas con dorado fino. Hay allí confesionarios de madera sin barnizar, adornados con toscos relieves de talla pero de buen aspecto. Multitud de cuadros al óleo cubren los muros y los altares, sin que ninguno de aquéllos llame la atención por su mérito artístico. En la nave izquierda se conserva en un altar una Virgen de la Concepción, de Vásquez Ceballos, su última obra, inferior a muchas otras de su mano, la cual se colocó en 8 de diciembre de 1710 con misa cantada, en la cual comulgó el piadoso artista y de allí salió con el accidente de que murió. En este cuadro está su nombre con la fecha; pero se conoce muy bien la de cadencia del espíritu y la debilidad de la mano".

Dos años después, en 1915 los frailes intervinieron el templo, fueron tapiados algunos nichos que tenía la fachada y se instalaron los escudos de la orden y la provincia. Además, en el interior ocultaron la cubierta en par y nudillo, considerada la más amplia en su tipo de la Nueva Granada, con un cielo raso.
En años posteriores la iglesia sufrió gran deterioro, ocasionado por múltiples factores entre ellos el desgaste natural de los materiales con que fue construida, y en especial por el sismo de 1968, generando humedades, filtraciones de agua, daños del techo y agrietamientos. Además, en 1975 el templo y el antiguo convento fueron declarados Monumento Nacional por medio del decreto 1.584 del 11 de agosto de ese mismo año. Por lo cual, y al ver el deterioro, en la década de los 90, la Fundación para la Conservación del Patrimonio Cultural del Banco de la República resolvió colaborar en la estabilización de la torre occidental. La obra finalizó y entre las acciones que se realizaron está, el retiro de pañetes, la aplicación de resinas y la colocación de amarres puntuales a manera de grapas.

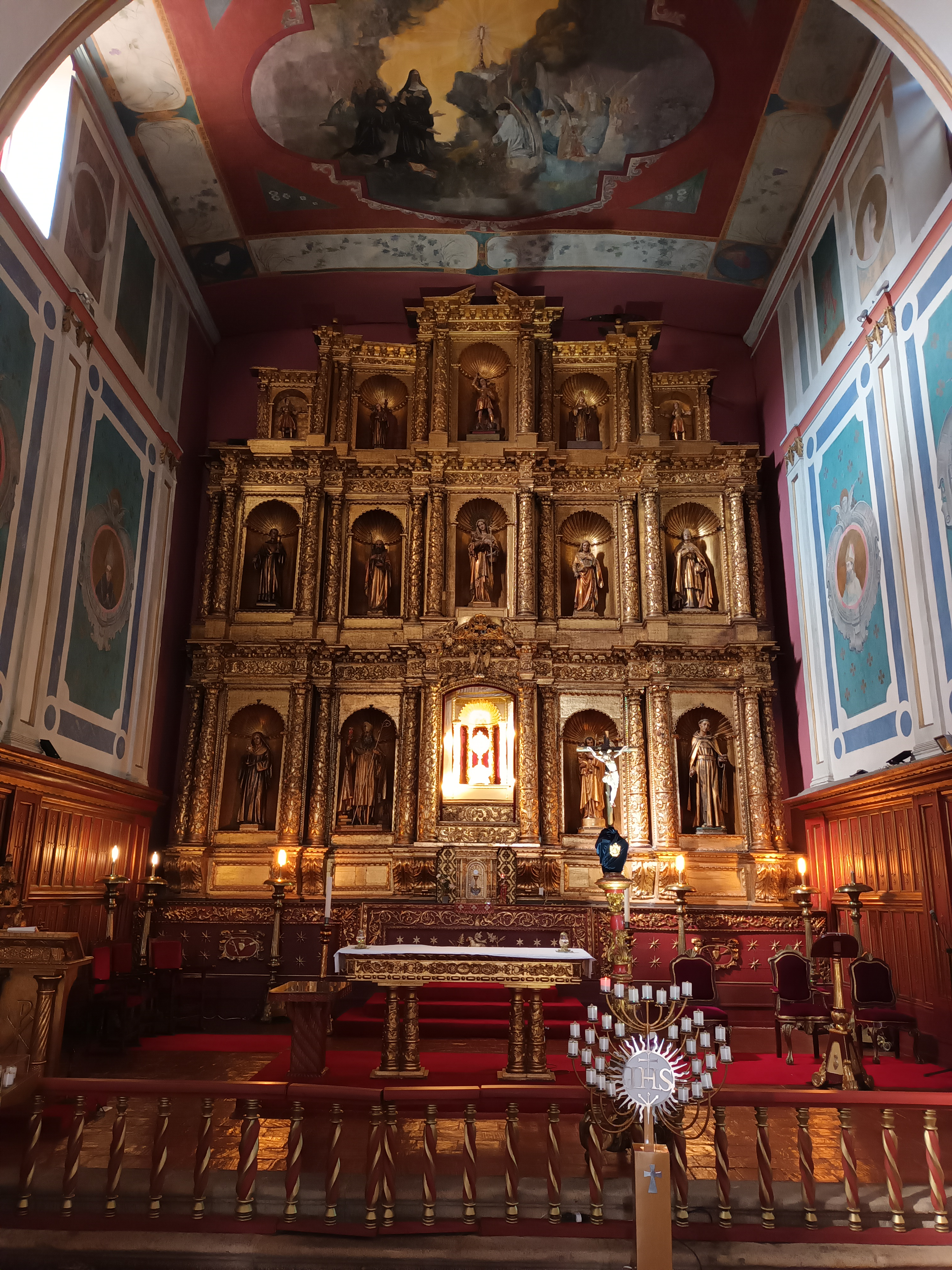
Vista del presbiterio, al fondo se aprecia el retablo mayor.

En 1998 la Corporación La Candelaria (entidad distrital que gestionaba y ejecutaba proyectos de conservación, rehabilitación y recuperación de bienes de interés cultural y arquitectónico),  realizó varios trabajos preventivos que incluyeron la construcción de una estructura metálica externa de apuntalamiento, para impedir que, ante un posible sismo, llegasen a colapsar el muro hastial y las torres y para evitar perjuicios a los predios vecinos en caso de un posible derrumbe.
La Corporación La Candelaria, emprendió en el año 2001 el proceso de restauración integral del templo de La Candelaria. Para lo cual, se comenzó con la realizaron los estudios complementarios, se actualizó el presupuesto de la obra, se consolidó la pintura mural al interior del templo, se gestionó ante la Secretaria de Hacienda del Distrito para la asignación de los recursos económicos necesarios para realizar la obra, así como el proceso para la licitación y contratación de las mismas.
El 1 de agosto de 2003 comenzaron los trabajos de la restauración integral. Entre las obras de carácter constructivo realizadas en la iglesia se deben señalar, entre otras, la detención de la inclinación del muro occidental, el refuerzo estructural de las torres (una añadida en el siglo XIX y la otra en el siglo XX), y la intervención total de la cubierta. El templo también tuvo otros cambios significativos, como la recuperación de hornacinas de la fachada, el cambio de color de su pintura exterior escogida a partir del estudio de las calas estratigrafías y las cúpulas que rematan cada una de las torres, fueron construidas de nuevos, pues las originales tenían un alto deterioro. Finalmente las obras de restauración culminaron en noviembre de 2004.

## Descripción
Templo de origen colonial, localizado en el barrio La Candelaria, en la esquina de la actual calle once con carrera cuarta, en sentido norte-sur, con acceso principal sobre la calle once. Funcionalmente está integrado al claustro o convento de los agustinos recoletos, que se desarrolla al costado oriental y que hoy es ocupado por el Colegio Agustiniano de San Nicolás.
La iglesia es de planta rectangular, de tres naves (la principal o central y dos laterales), separadas por arcos de medio punto sobre pilares. La nave central es más alta e iluminada en lo alto por ventanas, las cuales están alineadas con los arcos de medio punto y entre las ventanas se localizan unos cuadros antiguos. El cielorraso de la nave central, completamente restaurado por la Corporación La Candelaria, se hallan varias pinturas de escenas religiosas, obra del pintor Pedro Alcántara Quijano. Sobre el sotacoro se conserva aún el artesonado, que el historiador del arte Santiago Sebastián consideró en su momento como “la techumbre de más avanzado barroquismo de Bogotá”. 

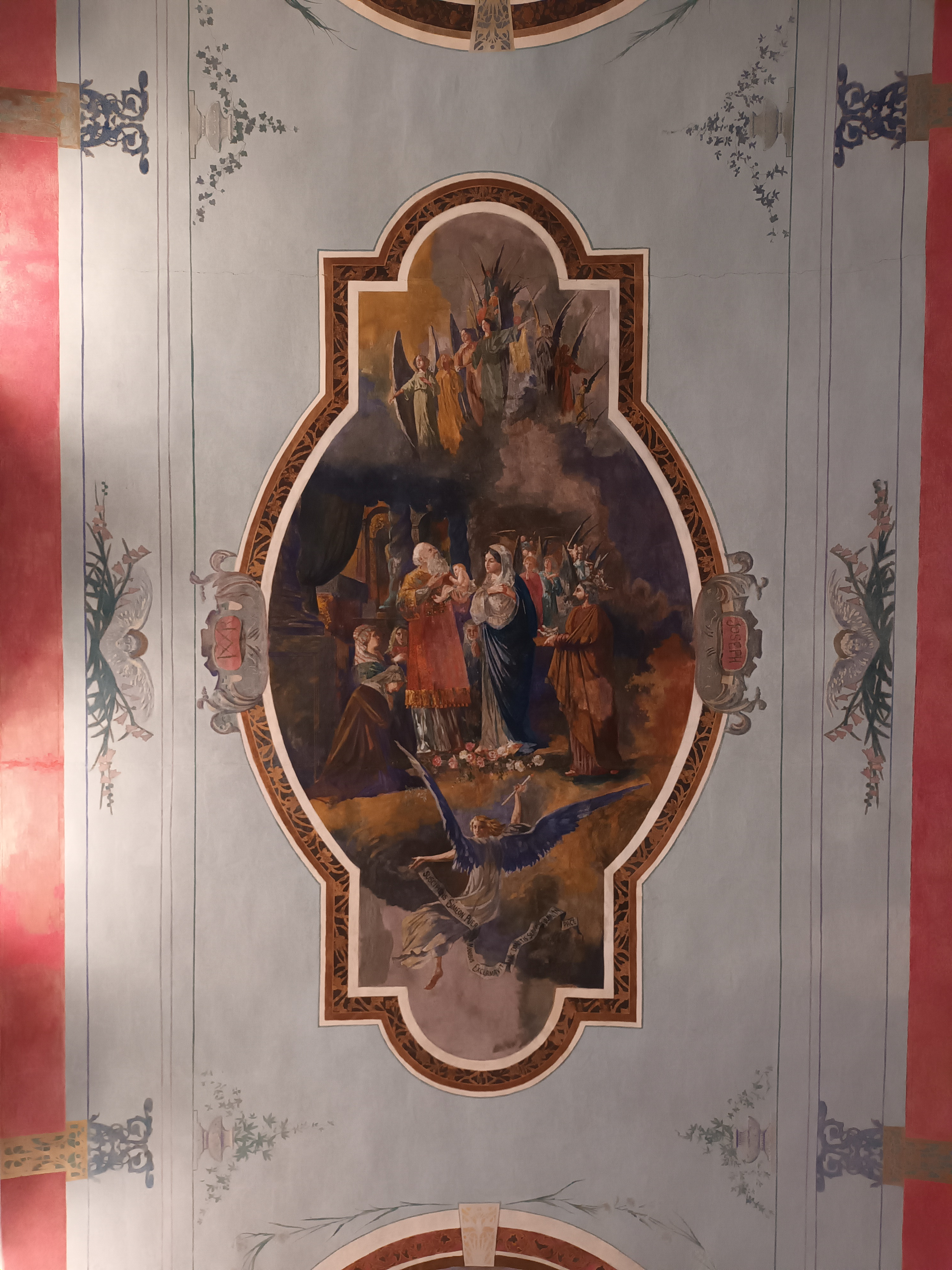
Presentación de Jesús en el Templo, pintura ubicada en el techo de la nave central obra del pintor Pedro Alcántara Quijano.

En el presbiterio se destaca el retablo mayor que data del siglo XVIII, de autor desconocido, realizado madera tallada y dorada. Sus dimensiones son: 11.82 m de alto; 10.13 m de ancho; y 1.71 m de profundidad. Está compuesto por 3 cuerpos y 5 calles, estas últimas están delimitadas por dobles columnas. Por suerte no ha tenido ninguna reforma, solo en 1928 en el nicho que esta sobre el sagrario, se instaló el expositorio con cuatro columnas, colocado dentro del mismo nicho sin modificar nada de dicho retablo.
Sobre el expositorio, se halla la imagen de Nuestra Señora de la Candelaria; a la derecha de esa imagen se encuentran en su orden: San Joaquín, San Juan de Sahagún, a la izquierda Santa Ana y Santo Tomás de Villanueva. Al lado derecho del expositorio, se encuentran las imágenes de San Agustín y Santa Juliana de Cornelión. Al lado izquierdo del expositorio se encuentran las imágenes de San José y San Nicolás de Tolentino.
En el presbiterio se hallaba el cuadro de la “Inmaculada” obra del pintor Gregorio Vázquez de Arce y Ceballos realizada en 1710, que según la tradición fue su última obra. Dicha pintura fue retirada en la década de 1990 por razones de seguridad y la conserva la comunidad.
El templo aún conserva el antiguo tablón de ladrillo, una especie de baldosa de barro cocido que era usada antiguamente para pavimentar las edificaciones. En las naves laterales se destacan los artísticos retablos, que datan de los siglos XVIII, XIX y XX; realizados en madera talla, dorada, policromada y con apliques. También se destacan los confesionarios siglo XIX en madera tallada monocromada y dorada.
La fachada principal está conformada por dos torres (que rematan en cúpulas), unidas por un cuerpo que enmarca la nave central. Cada nave cuenta con acceso por la fachada principal, además la nave lateral derecha tiene acceso que comunica con el convento.

## Estado de conservación
Antes del proceso de restauración, el templo presentaba severos problemas de deterioro, los cuales tenían comprometido su estabilidad. Por ejemplo, la torre del costado sur occidental presentaba grietas verticales de marcadas proporciones, que iban en toda la altura, acentuándose en los arcos, en los cuales tenían desprendimiento de las dovelas; la torre del costado sur oriental evidenciaba también grietas y fisuras.
En lo que respecta a las cúpulas que rematan cada una de las torres, presentaban un alto deterioro lo que obligó a desmóntalas, para luego construirlas de nuevo con materiales de mejor calidad, que garantizaran su durabilidad en el tiempo.
En la cara principal se presentaba un desprendimiento de la fachada portada, la cual muestra desplome hacia la Calle 11, este desprendimiento generaba a nivel de cubierta una separación del plano de la fachada con el volumen general de las naves, que permite paso del agua. Dichas filtraciones de agua estaban afectando los muros del edificio y además estaban deteriorando tanto el órgano, como las valiosas pinturas del techo.
El templo finalmente, después de la restauración integral del 2003-2004, se encuentra recuperado en su integridad.